# Леонардо III Токко
Леонардо III Токко (італ. Leonardo III Tocco, грец. Λεονάρδος Γ΄ Τόκκος; д/н — між 1495 і 1503) — останній володар Епірського деспотату в 1448—1460 роках (як Леонардо I), пфальцграф Кефалонії та Закінфа в 1448—1479 роках (як Леонардо III).

## Життєпис
Походив з неаполітанського шляхетського роду Токко. Старший син Карло II Токко, епірського деспота й пфальцграфа Кефалонії та Закінфу. Його матір'ю була Рамондіна, донька Джованні Вентімільї, маркіза Герачі.
1430 року внаслідок внутрішнього розгардіяшу, викликаною повстанням родичів батька, османські війська зайняли Яніну. Цього ж року відбувся шлюб батьків Леонардо. Сам він ймовірно народився в Арті десь у 1430-х роках.
1448 року, після смерті батька успадкував південний Епір та пфальцграфство. В цей час тривав наступ османських військ на дрібних володарів Епіру, Акарнанії та Пелопоннесу. 24 березня 1449 року османи захопили столицю деспотата — Арту. Після цього в Епірі у Леонардо Токко залишилося лише 3 фортеці (Ангелокастро, Воніца і Варнаца), Токко переніс столицю до Ангелокастро. 1452 року відновив православну єпархію на островах Кефалонія і Закінф. 1458 року визнав протекторат Венеційської республіки.
У 1460 році і Ангелокастрон захопили турки, після чого він перебрався на Кефалонію. З цього часу Епірський деспотат фактично припинив своє існування, оскільки з усіх територій деспотату, вільною від влади османів залишилася лише фортеця Воніца. 1463 року Токко пошлюбив доньку сербського деспота Лазаря Бранковича, яка померла при пологах 1464 року.
1477 року пошлюбив представницю впливового роду Марцано.
У 1479 році війська Османської імперії, під приводом образи Леонардом Токко султанського посланника, коли Токко замість обумовленої данини в 500 дукатів передав тому кошик з фруктами, здійснили напад на пфальцграфсто. Вони захопили Воніцу, потім — острови Кефалонія, Лефкас і Закінф. Леонардо Токо шукав допомоги у венеційського флоту, що знаходився поруч з островами, але венеційці не бажали порушувати нащодавно укладений з османами мирний договір. Ще до підходу османського флоту, Леонардо, продавши венеційцям власне майно на островах на 70 тис. дукатів, перебрався до Таранто в Неаполітанському королівстві, де отримав від короля Фердинанда I декілька ф'єфів в Калабрії. 1480 року на Кефалонії залишалася його дружина Франческа Марцано.
В 1481 році, відразу після смерті султана Махмеда II, скориставшись тим, що вся увага османів зосередилась на внутрішніх суперечках за престол, Леонардо здійснив за допомогою армії неаполітанських і каталанських найманців успішну спробу вибити невеликі османські залоги, залишені на островах і підпорядківав собі Кефалонію і Закінф. Він зробив брата Антоніо співпфальцграфом Кефалонії та Закінфу.
Проте вже наступного року, венеційці, незадоволені перспективою об'єднання обох берегів на виході з Адріатичного моря в руках Неаполітанського королівства, вибили загони Леонардо спочатку з Закінфу, а в 1483 році — й з Кефалонії і за договором 1484 року поділили ці острови з Османською імперією.
Леонардо в черговий раз втік зі свого колишнього володіння і перебрався до Риму, де отримав від папи римського Сікста IV пенсіон в 2 тис. дукатів. Помер Леонардо III Токко 1503 року в Римі (за іншими відомостями це сталося 1495/1496 або 1499 року).

## Родина
1. Дружина — Міліца, донька Лазаря Бранковича, деспота Сербії.
Діти:
- Карло (1464—1518)

2. Дружина — Франческо, донька Джованні Антоніо Марцано, князя Россано.
Діти:
- Іпполіта
- Леонора, черниця
- Марія, дружина П'єтро Таламанки
- П'єтро (помер молодим)
- Рамдоніна (д/н — після 1492), дружина графа Антоніо Марія Піко делла Мірандола
- Ферранте (д/н—1535), посол Іспанії при дворі Генріха VII, короля Англії